# 水珠草
水珠草（学名：Circaea lutetiana sp. quadrisulcata）为柳叶菜科露珠草属下的一个亚种。